# Brahma Sahampati

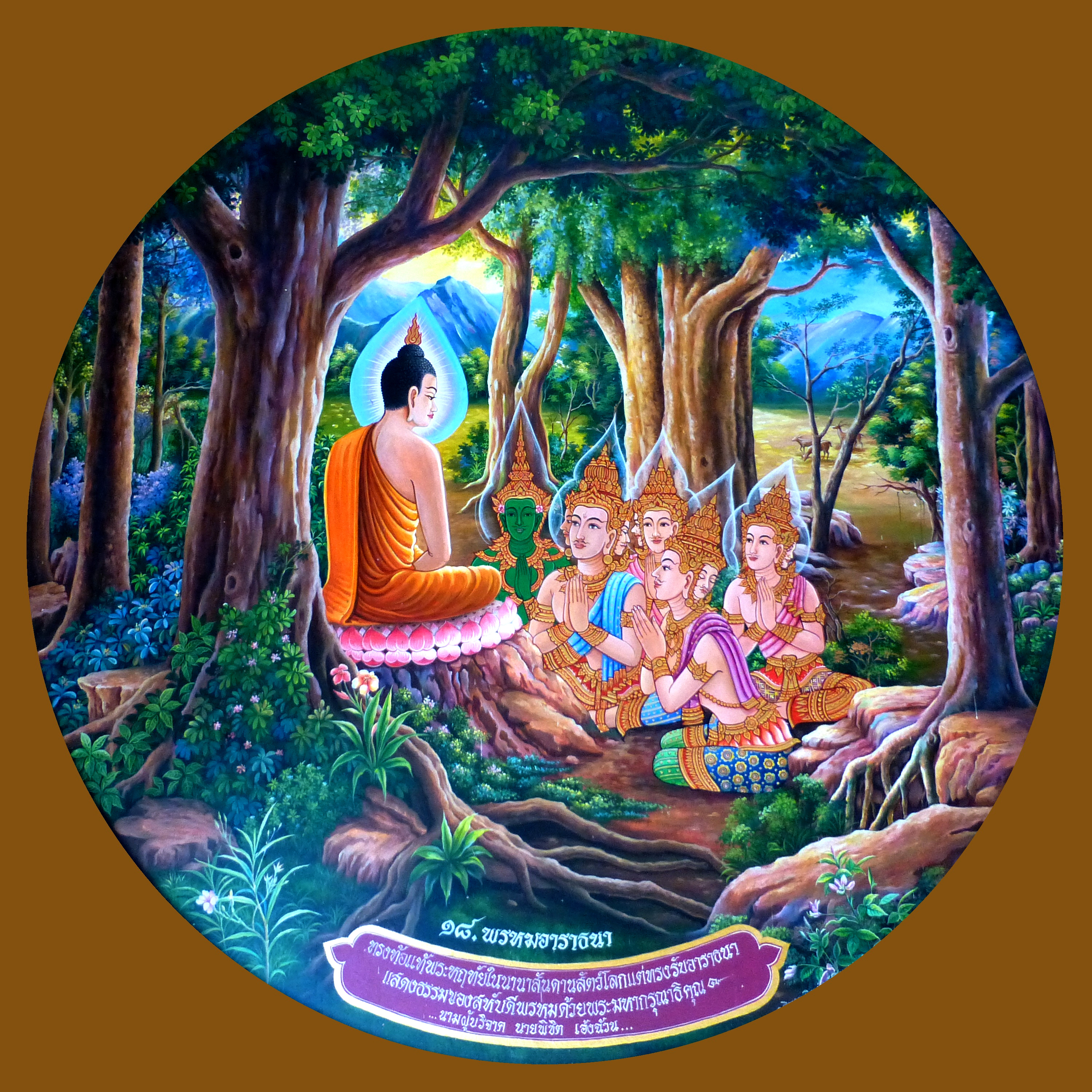
Brahma Sahampati le pide a Buda Gautama que enseñe la doctrina.

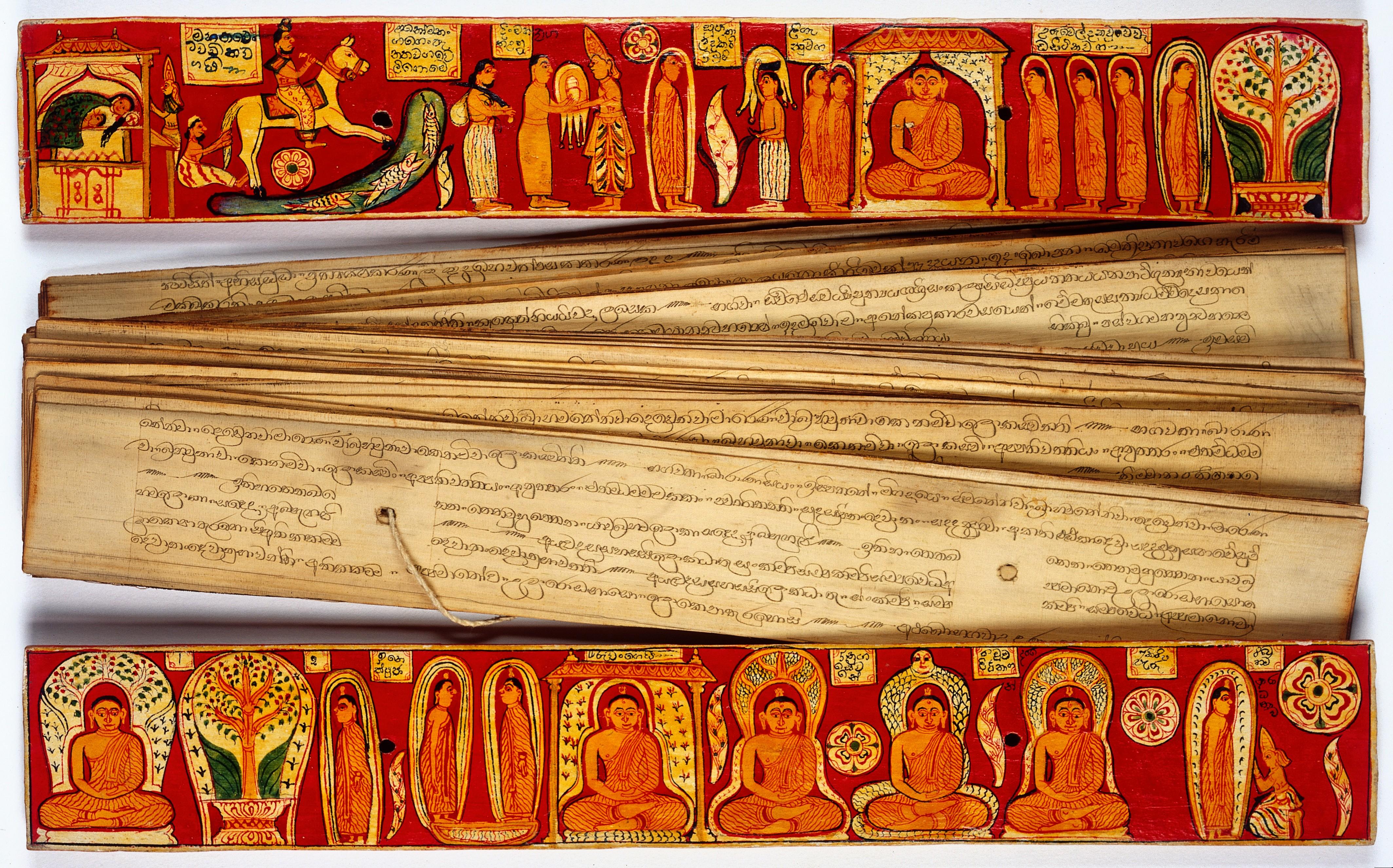
Manuscritos de hoja de palma cingaleses que muestran la petición de Brahma Sahampati a Buda Gautama.

Brahma Sahampati es uno de los más importantes y conocidos brahmās (deidades o devas superiores) del budismo. Se le reconoce debido a que luego de que Siddharta Gautama alcanzara la iluminación (nirvana) y se convirtiera en Buda, este, reconociendo el valor de su logro, le pidió que no guardara silencio y enseñara la doctrina (dharma) para ayudar a los demás seres .
El relato de Brahma Sahampati es usado para entender y simbolizar la relación y las interacciones entre las deidades y Buda.
Dentro de la rama Theravada se le reconoce también que realizó una importante ofrenda a Buda y le veneró, y al momento de su fallecimiento y paranirvāṇa pronunció versos en su honor.
Dentro de la rama Mahāyāna también se le reconoce como el rey de los brahmās y devas.